# ديشمبية متعرجة
ديشمبية متعرجة (الاسم العلمي: Deschampsia flexuosa) هي نوع من النباتات تتبع جنس الديشمبية من الفصيلة النجيلية.